# Albert Rüegg
Albert Rüegg (* 17. August 1902 in Zürich; † 4. August 1986 ebenda) war ein Schweizer Maler, Zeichner, Lithograf, Grafiker, Buchgestalter, Publizist und Herausgeber.

## Leben und Werk
Albert Rüegg absolvierte von 1918 bis 1922 in der Steindruckerei Wolfensberger in Zürich eine Grafiklehre. Auch besuchte er Abendkurse für bildende Kunst an der Kunstgewerbeschule Zürich.
Anschliessend studierte er bis 1924 an der Akademie der Bildenden Künste München bei Fritz Helmuth Ehmcke, Siegfried Mollier und Walther Teutsch. Daneben betrieb er Studien in den Museen von München. 1923 entstanden zahlreiche Skizzen, während er durch Süddeutschland reiste. Diese verarbeitete er später zu Lithografien und gab eine kleine Mappe heraus.
Albert Rüegg kehrte 1924 nach Zürich zurück, wo er in einer Druckerei arbeitete. Ab 1925 war er mit Erfolg als selbstständiger Grafiker tätig. Auch entstanden in diesen Jahren zahlreiche künstlerische Werke, die er 1931/1932 zum ersten Mal in einer Gruppenausstellung im Kunsthaus Zürich präsentierte. Seine Allgemeinbildung erweiterte er in Vorlesungen der Universität Zürich und an der ETH Zürich. Rüegg gründete die Zürcher Künstlergruppe «OKTOGON», der u. a. Franz K. Opitz, Hans Friedrich Rohner, Luigi Zanini, Otto Münch, Jules Angst, Edwin Wenger und Alfons Grimm angehörten.
1932 heiratete er die Künstlerin Melanie Leuthold, die seit 1930 bei ihm als Volontärin arbeitete. 1935 bezog das Künstlerehepaar ein neues Wohnatelier an der Rebbergstrasse in Zürich. Rüegg beteiligte sich in Zürich an der Landesausstellung 1939 und unternahm im gleichen Jahr eine Studienreise nach New York.
Albert Rüegg gründete die Kunstzeitschrift Kunst und Volk, die er mit tatkräftiger Unterstützung seiner Frau im Selbstverlag herausgab. Die Zeitschrift erschien zweimonatlich von 1940 bis 1952. Dank dem «English Summary», das jede Nummer enthielt, war die Zeitschrift von in- und ausländischen Bibliotheken und Museen, auch in Amerika, abonniert.
1945 hatte Rüegg seine erste Einzelausstellung in der Galerie Beaux-Arts in Zürich. In Zürich schuf er 1951 die Wandgemälde Meeresstrand im Aufenthaltsraum des Postgebäudes an der Brandschenkenstrasse sowie Muse der Sternkunde im Restaurant Urania an der Uraniastrasse 9. Das Wandgemälde Waldgarten in der Alterssiedlung Waldgarten an der Frohburgstrasse/Winterthurerstrasse in Zürich schuf er 1959.
Albert Rüegg war ab 1956 Präsident der Sektion Zürich der GSMBA. 1957 erschien die Monografie von Kurt Friedrich Ertel zu Rüeggs Werk. 1957 unternahm das Ehepaar Studienreisen nach Griechenland und Ägypten, 1962 nach Argentinien und Brasilien sowie 1966 nach Mexiko und New York.
Das Künstlerehepaar gründete 1973 in Zürich die «Stiftung Kunstsammlung Albert und Melanie Rüegg». Albert Rüegg fand seine letzte Ruhestätte auf dem Friedhof Hönggerberg.